# جون ألكورن
جون ألكورن (بالإنجليزية: John Alcorn)‏ هو فنان ومصمم جرافيك ورسام توضيحي ومصمم أمريكي، ولد في 10 فبراير 1935 في نيويورك في الولايات المتحدة، وتوفي في 27 يناير 1992 في لايم في الولايات المتحدة.

## وصلات خارجية
- جون ألكورن على موقع ديسكوغز (الإنجليزية)